# Huejotzingo
Huejotzingo és un municipi a l'estat de Puebla. Huejotzingo és el cap de municipi i principal centre de població d'aquesta municipalitat. Aquest municipi és a la part occidental de l'estat de Puebla. Limita al nord amb l'estat de Tlaxcala, al sud amb San Andrés Cholula, a l'oest amb l'Amozoc i a l'est amb Puebla.